# Pseudopieris
Pseudopieris là một chi bướm ngày thuộc phân họ Dismorphiinae. Chúng là loài đặc hữu của châu Mỹ.

## Các loài
- Pseudopieris nehemia (Boisduval, 1836) – Clean Mimic-White
- Pseudopieris viridula (C. Felder & R. Felder, 1861)